# さよならポエジー
さよならポエジーは日本のスリーピースロックバンド。

## メンバー
- オサキアユ（ボーカル・ギター）
- 岩城弘明（ベース）
- ナカシマタクヤ（ドラムス）

## 来歴
2012年
- 兵庫県神戸市で結成。

2015年
- 2月27日、山田が脱退[1]。
- 4月22日、イモトが加入[2]。

2016年
- 7月13日、THE NINTH APOLLOから1stアルバム「前線に告ぐ」をリリース[3]。

2017年
- 2月15日、サポートベースとして参加していたマッサーが正式加入[4]。

2018年
- 5月2日、2ndアルバム「遅くなる帰還」をリリース[5]。

2019年
- 5月1日、マッサーが脱退[6][7]。

2021年
- 2月24日、1stミニアルバム[注 1]「THREE」をリリース[9]。
- 7月と8月には、「THREE」リリースを記念して、初のワンマンライブを開催[注 2][12]。
- 12月31日、岩城が正式加入[13]。

2024年
- 3月6日、3rdアルバム[注 3]「SUNG LEGACY」をリリース[15]。
- 4月から9月まで「SUNG LEGACY」Release Tour「NO」を開催[15]。

2025年
- 2月から3月まで自主企画ライブ「BORDERLANDS」を開催[16]。
- 6月19日、「CINRA Inspiring Awards」にて金原ひとみ賞を受賞[17]。

## ディスコグラフィ

### 映像作品
|     | 発売日        | タイトル                                                      | 規格 | 備考               |
| --- | ------------- | ------------------------------------------------------------- | ---- | ------------------ |
| 1st | 2022年3月15日 | SAYONARAPOESIE ONE-MAN GIGS "reunions" at SHINSAIBASHI BIGCAT | 不明 | ライブ会場限定販売 |

## 受賞
| 年     | 賞                     | カテゴリ     | 結果 |
| ------ | ---------------------- | ------------ | ---- |
| 2025年 | CINRA Inspiring Awards | 金原ひとみ賞 | 受賞 |